# Helter Skelter
《Helter Skelter》是一首披头士乐队的歌曲，由保罗·麦卡特尼所作，署名为列侬-麦卡特尼，被收录于乐队同名专辑《The Beatles (The White Album)》中（俗称“白色专辑”）。这首歌源起于麦卡特尼想创作出尽可能嘈杂脏乱的声音，知名于其“原型重金屬搖滾的吼叫”和“独特的织体”，被音乐历史学家认为对早期重金属音乐的发展有关键影响。 这首歌《滚石杂志》的“100首最伟大的披头士歌曲”榜单上位列第52位。

## 参与人员
- 保罗·麦卡特尼 – 主唱、主音吉他
- 约翰·列侬 – 背景和声、芬达六弦贝斯（英语：Fender Bass VI）、声音效果（铜管乐器）
- 乔治·哈里森 –背景和声、节奏吉他、声音效果
- 林戈·斯塔尔 – 架子鼓
- 玛尔·伊万斯（英语：Mal Evans） – 小号

人员依据Mark Lewisohn和Alan W. Pollack

## 脚注
1. ↑  McKinney, Devin. . Harvard University Press. 2003: 231. ISBN 0-674-01202-X.
2. ↑  Winn, John C. . Three Rivers Press. 2009: 210. ISBN 0-307-45239-5.
3. ↑  Rowley, David. . Troubador Publishing Ltd. 2013: 68.
4. ↑  Erlewine 2007.
5. ↑  . New.music.yahoo.com. 2010-08-27  [2011-08-20]. （原始内容存档于2010-09-02）.
6. ↑  Lewisohn 1988，第154頁.
7. ↑  Pollack 1998.